# ストーン・メタル・ファイア
ストーン・メタル・ファイア（ローソー、タイ語：หิน เหล็ก ไฟ、英語：Stone Metal Fire ）はタイのロック・バンド、1993年にポーン・ヒンレックファイ（本名、パトムポン・ソムバットピブーン）によってバンコクで結成されたバンドである。

## ディスコグラフィー

### オリジナルアルバム
- หิน เหล็ก ไฟ (Hin Lek Fai; 1993)
- ร็อกเพื่อนกัน (Rock Peurn Kun; 1994)
- คนยุคเหล็ก (Khon Yuk Lek; 1995)
- Never Say Die (2005)
- Acoustique (2006)